# Linezolida
La linezolida es un antibiótico sintético de acción sistémica.
Fue el primer antibiótico comercializado del grupo de las 2-oxazolidona y suele reservarse para el tratamiento de infecciones bacterianas graves donde otros antibióticos han fracasado por haber generado resistencia a los antibióticos. Está indicado en infecciones de la piel y tejidos blandos, neumonía nosocomial o adquirida en la comunidad e infecciones por Enterococcus faecium resistente a vancomicina, siempre que se evidencie o se sospeche resistencia a meticilina.

## Mecanismo de Acción
Su mecanismo de acción consiste en inhibir la síntesis proteica de la bacteria al impedir la formación del complejo de iniciación (es el único antibiótico que actúa a este nivel). Inhibe la síntesis proteica al fijarse al sitio P (23s) de la subunidad ribosomal 50s e impedir que se forme el complejo ribosoma-fMet-tRNA. Se esperaba que las bacterias no pudieran desarrollar resistencia a este antibiótico, pero ya se han observado, in vitro, cepas de enterococos (Enterococcus faecium y Enterococcus faecalis) resistentes a linezolida, y también cepas de Staphylococcus aureus resistente a meticilina con susceptibilidad reducida a este antibiótico. También se han aislado cepas resistentes en un paciente sometido a diálisis que estaba siendo tratado con linezolida por una peritonitis producida por Staphylococcus aureus resistente a meticilina.

## Farmacocinética
Se absorbe muy bien después de administrarse por vía oral. Puede administrarse independientemente de los alimentos. Presenta una biodisponibilidad oral cercana al 100%, así que la dosificación oral e intravenosa es la misma. La vida media es de aproximadamente 4 a 6 horas.

## Espectro de acción
La linezolida sólo es activa frente a cocos gram-positivos, sobre todo Enterococcus faecium, Staphylococcus aureus, Streptococcus agalactiae, Streptococcus pneumoniae, y Streptococcus pyogenes. No tiene efecto sobre bacterias gram-negativas.

## Efectos adversos
Los más frecuentes son reacciones cutáneas, pérdida del apetito, diarrea, náuseas, estreñimiento, insomnio, dolor de cabeza y confusión, fiebre. Más raramente pueden aparecer reacciones alérgicas, colitis pseudomembranosa, acidosis láctica o trombocitopenia. La linezolida es un inhibidor de la monoamino oxidasa (IMAO), por lo que debería evitarse un consumo excesivo de alimentos ricos en tiramina y otras aminas (como bebidas alcohólicas, hígado de pollo y vaca, quesos añejos, extracto de levadura, arenques salados, etc.) por el riesgo de desencadenar crisis hipertensivas.

## Proveedores
Zyvox ®(Pfizer)
La linezolida se comercializa en España con el nombre de Zyvoxid, en forma de comprimidos, polvo para suspensión oral o solución para perfusión intravenosa.
- Datos: Q411377
- Multimedia: Linezolid / Q411377